# CNOMV
I Cantieri Navali ed Officine Meccaniche di Venezia (CNOMV) sono degli stabilimenti del gruppo Fincantieri che si trovano ubicati sull'isola della Giudecca a Venezia.

## Origini
Le origini risalgono al 1905 quando il Comune di Venezia decise di assumere la gestione diretta del servizio di navigazione interna a vapore, costituendo l'Azienda Comunale di Navigazione Interna (A.C.N.I.) e per le attività cantieristiche, vennero rilevato dal comune un vecchio cantiere navale che venne ristrutturato con la costruzione di nuovi scali.
Le Fonderie Neville che avevano effettuato i lavori di ristrutturazione, nel 1906 cessarono l'attività, e gli stabilimenti con i macchinari vennero rilevati dalla S.A.V.I.N.E.M., ampliò le attività delle fonderie con un bacino di carenaggio del proprio cantiere.  La S.A.V.I.N.E.M., nel 1917, trasferì le proprie attività, compresi i macchinari a Piombino e, al termine della prima guerra mondiale, l'intera area venne acquistata dalla SACNAV con lo scopo di creare un grande stabilimento siderurgico e navale. All'epoca i cantieri occupano un'area di circa 25 000 m² e impiegano circa 400-500 operai. Specializzati nella costruzione di draghe, pontoni e rimorchiatori anche d'alto mare.

## I Cantieri
I Cantieri Navali ed Officine Meccaniche vennero creati dal conte Giuseppe Volpi, che nel 1917 fu uno dei maggiori artefici di Porto Marghera. Volpi, ministro delle finanze del governo Mussolini tra il 1925 e il 1928 e presidente di Confindustria tra il 1934 e il 1943, sarebbe anche stato presidente della Biennale e fu promotore della prima mostra del cinema.
Lo stabilimento venne ancora una volta completamente ristrutturato e intorno agli anni trenta entrò nell'orbita dei Cantieri Riuniti dell'Adriatico e conseguentemente a partire dal 1933 in quella dell'IRI.
Nel 1942, i cantieri dell'A.C.N.I.L. vennero trasferiti a Sant'Elena e dopo la seconda guerra mondiale gli stabilimenti che essi occupavano vennero acquisiti dai Cantieri Navali ed Officine Meccaniche Veneziani e ristrutturati tra il 1952 e il 1953.
I Cantieri Navali ed Officine Meccaniche Veneziani nel 1971 si trasferirono occupando una parte dell'Arsenale e nel 1979 confluirono insieme al Cantiere Navale Breda di Marghera nella Italcantieri.
Dal 1984 i Cantieri Navali ed Officine Meccaniche Veneziani ed il cantiere Breda fanno parte della Fincantieri.

## Oggi
Consorzio Cantieristica Minore Veneziana - 14 imprese artigianali e ca. 100 dipendenti su un'area di ca. 14 000 m².
Nel palazzo Trevisan, del XV secolo (sempre ex CNOMV): Venice Cube. incubatore aziendale on 19 imprese: marketing, promozione turismo, consulenza aziendale, design, produzione cinematografica e altro. Consorzio fondato da Sviluppo Italia Veneto.